# Ötödik hadoszlop

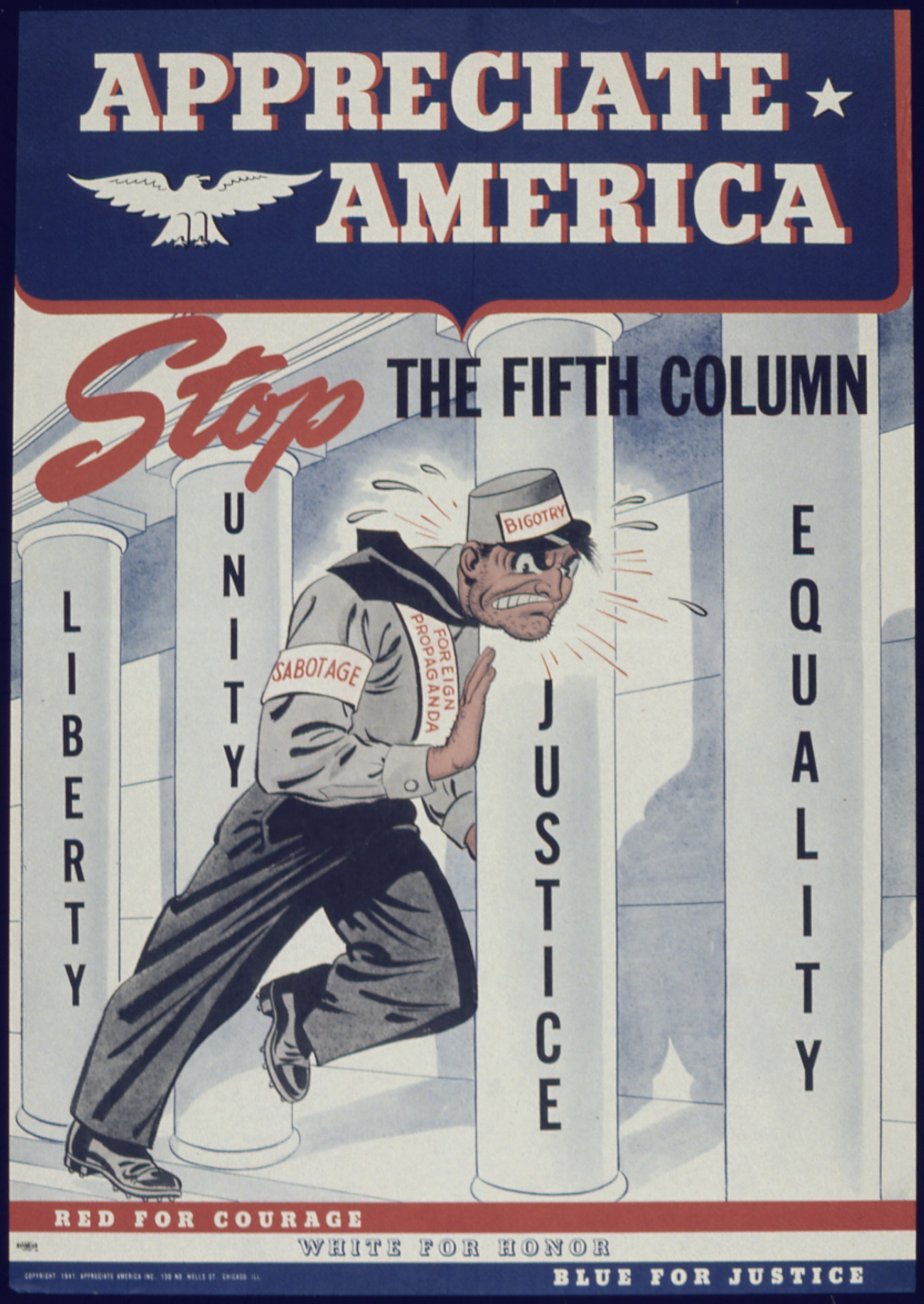
Amerikai propagandaplakát a második világháborúból: az ötödik oszlop (szabotázs), amely a másik négy (szabadság, egység, igazság és egyenlőség) oszlopot próbálja megdönteni

Az ötödik hadoszlop emberek rejtett csoportja, ami valamely nagyobb csoportot, például nemzetet belülről aláás. Az ötödik hadoszlop lehet a titokban az ellenséggel szimpatizálók csoportja, mely szabotázsakciókat hajt végre a katonai vonalak vagy országhatárok mögött. A taktika kulcspontja a titkos támogatóknak a megtámadott entitás teljes szövetébe való bejuttatása. Ez a titkos beszivárgás különösen a döntéshozói és védelmi pozíciókba való bejutás esetén eredményes. Ezekből a kulcspozíciókból aztán az ötödik hadoszlop számos dologra felhasználható a rémhírterjesztéstől a kémkedésig és szabotázsakciókig.

## Eredete
Az ötödik hadoszlop kifejezés 1936-ban, a spanyol polgárháború idején hangzott el először. Emilio Mola nacionalista tábornok, a Madrid elleni támadás parancsnoka azt mondta a lázadók rádiójában, hogy a város felé tartó négy hadoszlopa mellett van egy ötödik hadoszlopa is, bent a városban, amely majd csatlakozik a katonáihoz, amint azok elérték Madridot. A későbbi rádióadások minden madridit felszólítottak a csatlakozásra, akik az előző választáson a jobboldalra voksoltak. A polgárháború első napjaiban a köztársaságiak is átvették a kifejezést és egyfajta csatakiáltásként használták azt, később pedig széles körben használttá vált Spanyolországban.

## Elterjedése és használata
A kifejezést később Ernest Hemingway is felhasználta egyetlen színdarabjában, amit az ostromlott Madridban írt és 1938-ban jelentett meg a The Fifth Column and the First Forty-Nine Stories című könyvében. A kifejezés ismertté válását segítette John Langdon-Davies, aki a polgárháborúról írt tudósításokat és 1940-ben elbeszélést adott ki The Fifth Column címmel. Az ötödik hadoszlopot ugyanebben az évben a New York Times is használta három szerkesztőségi karikatúrában.
Alkalmazására a második világháború idején is sor került, például a délvidéki vérengzések előtt Josip Broz Tito partizánjainak vajdasági pártvezetősége is a magyar és német polgári lakosságról, mint ötödik hadoszlopról írt körlevelében, amellyel a leghatározottabban le kell számolni.

## Fordítás
Ez a szócikk részben vagy egészben  a   Fifth column című angol Wikipédia-szócikk ezen változatának fordításán alapul.  Az eredeti cikk szerkesztőit annak laptörténete sorolja fel. Ez a jelzés csupán a megfogalmazás eredetét és a szerzői jogokat jelzi, nem szolgál a cikkben szereplő információk forrásmegjelöléseként.